# Götzendorf an der Leitha
Götzendorf an der Leitha ist eine Marktgemeinde mit 2227 Einwohnern (Stand 1. Jänner 2025) im Bezirk Bruck an der Leitha in Niederösterreich.

## Geografie
Götzendorf an der Leitha liegt im Industrieviertel in Niederösterreich. Die Gemeinde erstreckt sich in der Ebene des Wiener Beckens zwischen den Flüssen Fischa im Nordwesten und Leitha im Südosten.
Die Fläche der Marktgemeinde umfasst 25,40 Quadratkilometer. Davon sind 80 Prozent landwirtschaftliche Nutzfläche und fünf Prozent sind bewaldet.

### Gemeindegliederung
Das Gemeindegebiet umfasst folgende zwei Ortschaften (in Klammern Einwohnerzahl Stand 1. Jänner 2025):
- Götzendorf an der Leitha (1677)
- Pischelsdorf (550)

Die Gemeinde besteht aus den Katastralgemeinden Götzendorf und Pischelsdorf.

### Nachbargemeinden
| Ebergassing               |                                             | Enzersdorf an der Fischa |
| Gramatneusiedl            | Kompassrose, die auf Nachbargemeinden zeigt | Trautmannsdorf           |
| Reisenberg (Bezirk Baden) | Mannersdorf                                 | Sommerein                |

## Geschichte

### Entwicklung bis 1938
Götzendorf wurde 1130 erstmals urkundlich erwähnt. Der Name Götzendorf geht auf den Gründer, den Ritter Gezo zurück. Gezo ist ein Kosename und bedeutet Mann mit dem Speer.
Es wurden – wie noch heute – zweimal im Jahr Markttage abgehalten, auf denen früher auch Recht gesprochen wurde: die so genannte Marktgerichtsbarkeit. Immer wieder war das Götzendorf Angriffen ausgesetzt. Die Einwohner wurden getötet und das Dorf zerstört. Dies galt auch für die Ortschaft Porz, die östlich von Götzendorf lag. Zum Schutz gegen diese Überfälle wurden entlang der Leitha Befestigungen gebaut. So entstand auch in Götzendorf eine Wasserburg. Lange Zeit kannte man den genauen Standort der Burg nicht. Erst von einem Flugzeug aus wurde dieser entdeckt: Auf einem Feld hatte das Getreide eine ungewöhnliche Verfärbung, als hätte jemand den Grundriss eines großen Gebäudes hingemalt. In den 1980er Jahren wurden an dieser Stelle Ausgrabungen vorgenommen und man fand die Grundfesten der Burg. Dadurch war nun erwiesen, dass die Wasserburg mitten im Dorf lag, in der heutigen Hofgartensiedlung.
1683 war die Zweite Wiener Türkenbelagerung. Die osmanische Armee brauchte für ihre Männer Nahrung und für ihre Pferde Stroh und Heu, was sie von den umliegenden Dörfern holten. Sie kamen auch nach Götzendorf. Doch die Bewohner wollten dem Sekretär des Staatskanzlers nichts geben und nahmen ihm Pferd und Wagen weg. Der Heerführer der Osmanen wurde zornig und schickte jemanden, um Götzendorf zu unterwerfen. Die Götzendorfer verschanzten sich in der Burg, wo sie der tiefe Wassergraben schützte. Schließlich gelang es den Osmanen, die Burg in Brand zu stecken. Die Wasserburg und der Ort wurden dabei völlig zerstört.
Laut Adressbuch von Österreich waren im Jahr 1938 in der Marktgemeinde Götzendorf an der Leitha ein Arzt, zwei Bäcker, ein Baustoffhändler, ein Fleischer, zwei Friseure, fünf Gastwirte, fünf Gemischtwarenhändler, zwei Glaser, eine Hebamme, ein Maurermeister, ein Obst- und Gemüsehändler, ein Schmied, zwei Schneider und eine Schneiderin, zwei Schuster, drei Trafikanten, ein Tischler, zwei Versicherungsagenturen, ein Viktualienhändler, ein Wagner, ein Wasenmeister, ein Weber und mehrere Landwirte ansässig. Weiters gab es ein Elektrizitätswerk und zwei Mühlen.

### Militärstandort
Ab 1938 sollte am Ortsrand von Götzendorf auf dem – bis nach Sommerein vergrößerten – Truppenübungsplatz Bruckneudorf ein großes Militärlager für drei Regimenter erbaut werden. 1941 wurden die Bauvorhaben gestoppt (die Wehrmacht konzentrierte sich auf den Balkanfeldzug (1941) und den deutsch-sowjetischen Krieg) und die Rohbauten blieben halbfertig stehen. Nach dem Kriegsende 1945 wurde das Lager von sowjetischen Truppenteilen genutzt. Die nutzbaren Teile des Lagers wurden im Dezember 1956 durch die Panzertruppenschule des Bundesheeres mit einer Panzerkompanie unter dem Kommando von Emil Spannocchi bezogen; danach wurden die Unterkünfte, Garagen und Werkstätten des Lagers zu einer Kaserne ausgebaut. Seit 1967 trägt sie den Namen Wallenstein-Kaserne. Eine Besonderheit stellt dabei die Militärsiedlung Sommerein der Offizierswohnhäuser dar, die im Einfahrtsbereich der Kaserne in der Art einer amerikanischen Gartenstadt gänzlich ohne Zäune angelegt wurde.
Im Jahr 1938 entstand in Götzendorf auch ein deutscher Militärflugplatz. Er trug den Codenamen Holunder und wurde vorerst als Gutsbetrieb getarnt. Die Alliierten erkannten den Einsatzflugplatz als solchen im Jahr 1939. Im Jahr 1944 sollten zwei zusätzliche Betonpisten errichtet werden, von denen eine nie fertiggestellt wurde. Am 17. Oktober 1944 kam es zum Absturz eines amerikanischen B-24-Bombers. Das sich auf dem Weg nach Wien befindende Flugzeug wurde in der Nähe von Wiener Neustadt beschossen und wollte daher in Götzendorf notlanden. Im Tiefflug wurde es als vermeintlicher Angreifer von der Flughafenabwehr abgeschossen. Ein einziges Mitglied der 10-Mann-Besatzung überlebte. Während der Flugplatz während des Krieges keinen direkten Kampfhandlungen ausgesetzt war, wurde er 1945 fast vollständig dem Erdboden gleichgemacht. Die Betonplatten der Start- und Landebahn und die Fundamente der Gebäude sind heute noch sichtbar. In Götzendorf gibt es einen Soldatenfriedhof. Hier sind 424 deutsche Soldaten des Zweiten Weltkrieges und 26 Kriegsopfer anderer Nationen bestattet.

### Einwohnerentwicklung
Die Zunahme der Bevölkerungszahl in den letzten Jahrzehnten beruht auf einer positiven Geburtenbilanz und einer starken Zuwanderung.
| Götzendorf an der Leitha: Einwohnerzahlen von 1869 bis 2025 | Götzendorf an der Leitha: Einwohnerzahlen von 1869 bis 2025 | Götzendorf an der Leitha: Einwohnerzahlen von 1869 bis 2025 | Götzendorf an der Leitha: Einwohnerzahlen von 1869 bis 2025 | Götzendorf an der Leitha: Einwohnerzahlen von 1869 bis 2025 |
| ----------------------------------------------------------- | ----------------------------------------------------------- | ----------------------------------------------------------- | ----------------------------------------------------------- | ----------------------------------------------------------- |
| Jahr                                                        |                                                             |                                                             |                                                             | Einwohner                                                   |
| 1869                                                        | 1869                                                        |                                                             | 1.347                                                       | 1.347                                                       |
| 1880                                                        | 1880                                                        |                                                             | 1.408                                                       | 1.408                                                       |
| 1890                                                        | 1890                                                        |                                                             | 1.441                                                       | 1.441                                                       |
| 1900                                                        | 1900                                                        |                                                             | 1.341                                                       | 1.341                                                       |
| 1910                                                        | 1910                                                        |                                                             | 1.672                                                       | 1.672                                                       |
| 1923                                                        | 1923                                                        |                                                             | 1.655                                                       | 1.655                                                       |
| 1934                                                        | 1934                                                        |                                                             | 1.651                                                       | 1.651                                                       |
| 1939                                                        | 1939                                                        |                                                             | 1.707                                                       | 1.707                                                       |
| 1951                                                        | 1951                                                        |                                                             | 1.408                                                       | 1.408                                                       |
| 1961                                                        | 1961                                                        |                                                             | 1.335                                                       | 1.335                                                       |
| 1971                                                        | 1971                                                        |                                                             | 1.362                                                       | 1.362                                                       |
| 1981                                                        | 1981                                                        |                                                             | 1.373                                                       | 1.373                                                       |
| 1991                                                        | 1991                                                        |                                                             | 1.670                                                       | 1.670                                                       |
| 2001                                                        | 2001                                                        |                                                             | 1.867                                                       | 1.867                                                       |
| 2011                                                        | 2011                                                        |                                                             | 2.053                                                       | 2.053                                                       |
| 2021                                                        | 2021                                                        |                                                             | 2.203                                                       | 2.203                                                       |
| 2025                                                        | 2025                                                        |                                                             | 2.227                                                       | 2.227                                                       |
| Quelle(n): Statistik Austria, Gebietsstand 1.1.2021         |                                                             |                                                             |                                                             |                                                             |

## Kultur und Sehenswürdigkeiten

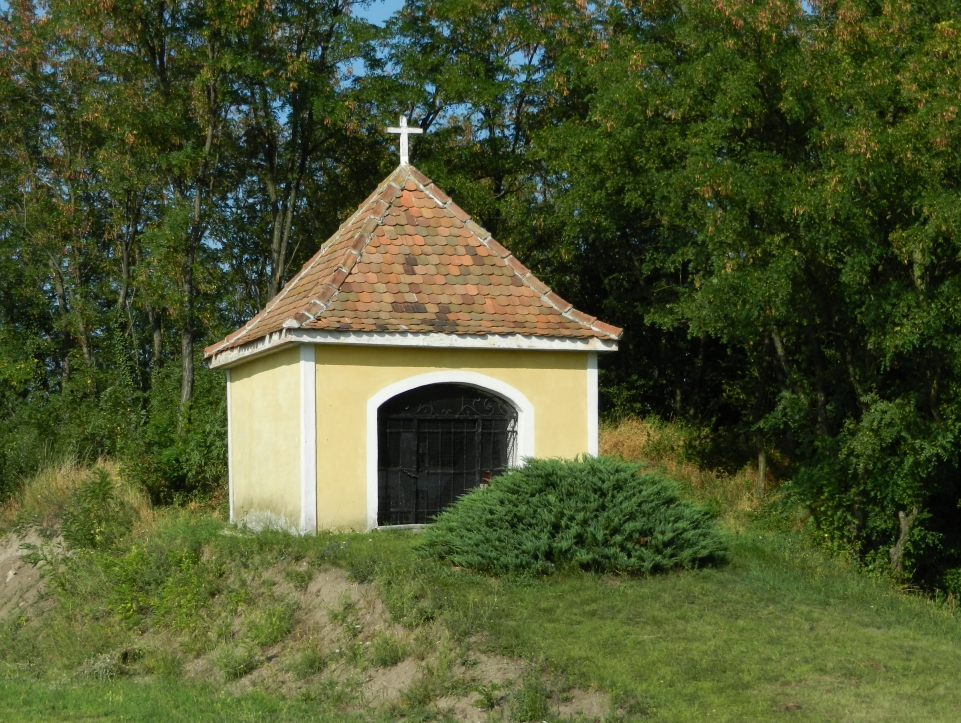
Götzendorfer Kapelle

- Katholische Pfarrkirche Pischelsdorf an der Leitha hl. Stephanus
- Katholische Filialkirche Götzendorf hl. Rosalia
- Bildstock des hl. Florian in Pischelsdorf
- Kapelle Götzendorf

## Wirtschaft und Infrastruktur
Nichtlandwirtschaftliche Arbeitsstätten gab es im Jahr 2001 68, land- und forstwirtschaftliche Betriebe nach der Erhebung 1999 42. Die Zahl der Erwerbstätigen am Wohnort betrug nach der Volkszählung 2001 898. Die Erwerbsquote lag 2001 bei 48,79 Prozent. Arbeitslose gab es am Ort im Jahresdurchschnitt 2003 38.

### Fremdenverkehr
Nördlich von Götzendorf befindet sich knapp südlich des Reisenbaches die Siedlung An der Weide um drei Badeseen.

### Verkehr

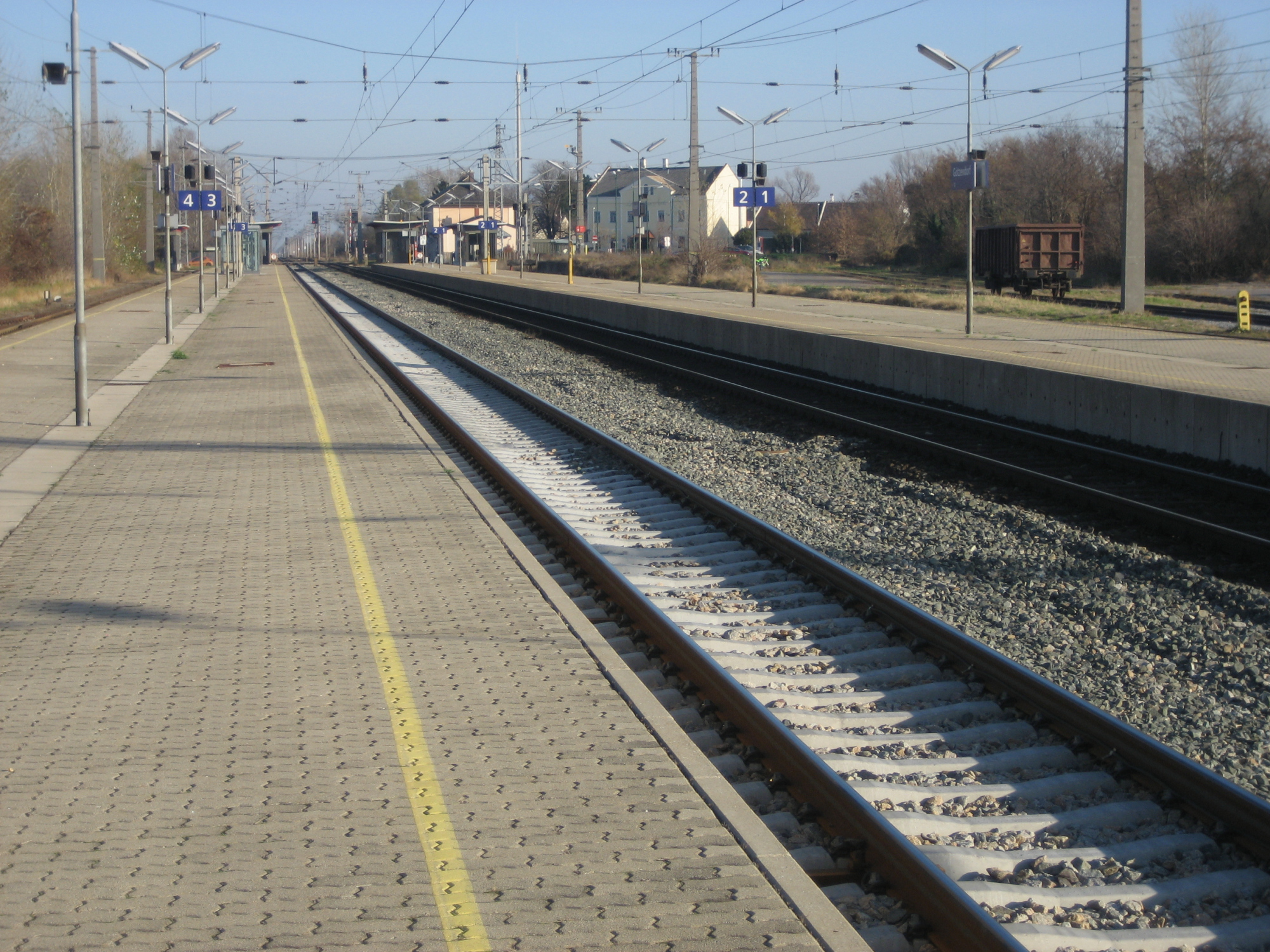
Bahnhof Götzendorf (2011)

- Eisenbahn: Von Götzendorf gibt es eine direkte Bahnverbindung nach Wien und eine Busverbindung zur Schnellbahnstation Gramatneusiedl.[11]
- Straße: Götzendorf liegt am Schnittpunkt der Landesstraße B15 und der Landesstraße B60.[12]

### Öffentliche Einrichtungen
In Götzendorf befinden sich zwei Kindergärten und eine Volksschule.
Am Ortsrand von Götzendorf befindet sich die Militärsiedlung Sommerein mit der Wallenstein-Kaserne des Bundesheeres, in der das Zentrum Einsatzvorbereitung des Kommandos für internationale Einsätze untergebracht ist. In den Jahren 1981 bis 1982 war ein Flüchtlingslager in der Kaserne eingerichtet. Dort waren rund 2.500, meist polnische Flüchtlinge untergebracht.

### Sport
- ASC Götzendorf Oranjezz (Fußball)
- Golfclub mit Flutlicht
- Tennisanlage mit Flutlicht

## Politik

### Gemeinderat
Der Gemeinderat hat 21 Mitglieder.
- Nach den Gemeinderatswahlen in Niederösterreich 1990 hatte der Gemeinderat folgende Verteilung: 12 SPÖ und 7 ÖVP.
- Nach den Gemeinderatswahlen in Niederösterreich 1995 hatte der Gemeinderat folgende Verteilung: 10 SPÖ, 7 ÖVP und 2 LIF.[17]
- Nach den Gemeinderatswahlen in Niederösterreich 2000 hatte der Gemeinderat folgende Verteilung: 11 SPÖ und 8 ÖVP.[18]
- Nach den Gemeinderatswahlen in Niederösterreich 2005 hatte der Gemeinderat folgende Verteilung: 13 SPÖ, 4 ÖVP und 2 Bürgerliste Lebensqualität (BLL).[19]
- Nach den Gemeinderatswahlen in Niederösterreich 2010 hatte der Gemeinderat folgende Verteilung:  13 SPÖ und 6 ÖVP.[20]
- Nach den Gemeinderatswahlen in Niederösterreich 2015 hatte der Gemeinderat folgende Verteilung: 9 ÖVP, 9 SPÖ und 3 FPÖ.[21]
- Nach den Gemeinderatswahlen in Niederösterreich 2020 hatte der Gemeinderat folgende Verteilung: 15 VP, 5 SPÖ und 1 FPÖ.[22]
- Nach den Gemeinderatswahlen in Niederösterreich 2025 hat der Gemeinderat folgende Verteilung: 16 VP, 4 SPÖ und 1 FPÖ.[23]

### Bürgermeister
- bis 2010 Peter Sabaditsch (SPÖ)
- 2010–2015 Johann Ackermann (SPÖ)
- seit 2015 Kurt Wimmer (ÖVP)[24]

### Wappen
Der Gemeinde wurde 1987 folgendes Wappen verliehen: In einem durch einen goldenen Balken einem durch einen goldenen Balken schräglinks geteilten Schild oben in Rot ein goldener, senkrecht gerauteter Schild, unten in Grün ein wachsender goldener Bischofsstab.

## Historische Landkarten

Götzendorf und seine Umgebung um 1873 (Aufnahmeblätter der Landesaufnahme)
Götzendorf (rechts unten) und westliche Umgebung
Der Osten von Götzendorf (links unten)